# Gabriele Oriali
Gabriele Oriali (ur. 25 listopada 1952 w Como) – włoski piłkarz, defensywny pomocnik lub środkowy obrońca. Mistrz świata z roku 1982.
W latach 1970–1983 był piłkarzem Interu Mediolan. W swym debiutanckim sezonie w Serie A został mistrzem Włoch. Drugi tytuł mistrzowski zdobył w 1980. Od 1983, przez 4 sezony był piłkarzem Fiorentiny, karierę piłkarską zakończył w 1987. W Serie A rozegrał ponad 380 spotkań.
W reprezentacji Italii zagrał 28 razy i strzelił 1 bramkę. Debiutował w 1978, ostatni mecz rozegrał w 1983. Brał udział w ME 80. Był ważną częścią zespołu mistrzów świata, choć na boisku pojawił się dopiero w trzecim meczu Włochów (z Kamerunem) w turnieju. Począwszy od tego meczu miał jednak pewne miejsce w podstawowej jedenastce. Pełnił funkcję dyrektora sportowego w Interze do końca sezonu 2009/2010 kiedy to klub zdobył potrójną koronę.